# Nothaphoebe boninensis
Nothaphoebe boninensis là loài thực vật có hoa trong họ Nguyệt quế. Loài này được (Koidz.) Koidz. ex Kamik. miêu tả khoa học đầu tiên năm 1933.